# Tmarus nigrescens
Tmarus nigrescens är en spindelart som beskrevs av Mello-Leitao 1929. Tmarus nigrescens ingår i släktet Tmarus och familjen krabbspindlar. Inga underarter finns listade i Catalogue of Life.